# 佐藤紘彰
佐藤 紘彰（さとう ひろあき、1942年3月21日 - ）は、アメリカ合衆国の翻訳家。日系アメリカ人。元日本国籍。
警察官だった父親の赴任先の台湾で生まれたが、終戦により家族とともに長崎に転居。貧しい暮らしの中、街で見かけるユニフォーム姿の米兵に心奪われ、アメリカに憧れて英語を学び始める。1968年、同志社大学英文科大学院修士課程修了するとすぐニューヨークに渡り、1969年、日本貿易振興会 (JETRO) に入る。2005年に JETRO が改組により日本貿易振興機構となるとともに上級研究員。
1979年、アメリカ俳句協会会長。1985年、聖アンドリュース・プレスビテリアン・カレッジ日本文学講師。1998年、マサチューセッツ大学日本文学講師。2006年、米国に帰化。

## 編著
- One hundred frogs : from renga to haiku to English.  Weatherhill,1983.
- 『英語俳句 ある詩形の広がり』編著 サイマル出版会、1987
- 『マンハッタンかるちゃあスクール』フリープレスサービス、1990
- 『アメリカ翻訳武者修行』1993 丸善ライブラリー
- 『訳せないもの 翻訳にからめた文化論』サイマル出版会、1996

## 翻訳
- 宮澤賢治『春と修羅』Spring & Asura Chicago Review Press, [c1973]
- 高橋睦郎『鍵束』A Bunch of Keys : Selected Poems.  Crossing Press, c1984.
- A Future of Ice : Poems and Stories of a Japanese Buddhist（宮澤賢治）North Point Press, 1989.
- マイケル・K.ヤング『「法」は日米を隔てるか』日本貿易振興会 1989 ジェトロ叢書
- ジョン・アッシュベリー『波ひとつ』書肆山田 1991
- 高村光太郎「暗愚小伝」A Brief History of Imbecility. University of Hawaii Press, c1992.
- 高橋睦郎Sleeping Sinning Falling City Lights Books, 1992.
- 式子内親王『数珠』String of Beads. University of Hawaii Press, c1993.
- 松尾芭蕉『奥の細道』Bashō's Narrow Road. Stone Bridge Press, c1996.
- Autumn Stone in the Woods : a Tribute to Lindley Williams Hubbell  edited by David Burleigh & Hiroaki Sato. P.S., A. Press, c1997.
- 江馬細香 Breeze Through Bamboo. Columbia University Press, c1998.
- 三島由紀夫『絹と明察』Silk and Insight.  M.E. Sharpe, c1998.
- 萩原朔太郎『月に吠える』Howling at the Moon. Green Integer, 2002.
- 三島由紀夫『わが友ヒットラー』My Friend Hitler and Other Plays. Columbia University Press, c2002.
- 『エロティックハイク』編訳 アイビーシーパブリッシング 2004
- 西脇順三郎『近代の神話』The Modern Fable. Green Integer, 2007.
- Japanese women poets : an anthology（日本女性詩人アンソロジー）M.E. Sharpe, c2008.